# Cerkev sv. Barbare, Za Kalvarijo
Cerkev sv. Barbare je podružnična cerkev Župnije Maribor - Sv. Janez Krstnik. Stoji na razglednem hribu Kalvarija, uradno pa spada pod naselje Za Kalvarijo.
Temeljni kamen za cerkev je položil škof Janez Ernest Thun. Ob tej priložnosti je zakrament birme prejelo 1747 oseb. Postavili so jo v letih 1681 in 1682 v spomin na kugo. Zgrajena je v baročnem slogu in stoji na najmikavnejši točki severne vedute mesta. Na severni strani cerkvice poživlja trapezasto čelo. Zvonik ima en zvon. fasade plastika Kristusa. Ta kamnita kompozicija je delo Ivana Sojča iz leta 1933. Na južni strani cerkvice je manjši baročni kip svetega Jožefa z detetom iz prve polovice 18. stoletja. Leta 1683 so Mariborčani naredili Božjo pot do cerkve. Ob poti od mestnega parka proti vrhu Kalvarije stoji pet križepotnih kapelic; štiri so iz leta 1814, peta pa je baročna iz leta 1750.